# Кабальеро, Луис
Лу́ис Не́ри Кабалье́ро Чамо́рро (исп. Luis Nery Caballero Chamorro; 22 апреля 1990, Асунсьон) — парагвайский футболист, нападающий клуба «Ривер Плейт» (Асунсьон) и сборной Парагвая.
Отец футболиста Луис Нери Кабальеро Нуньес (1962—2005) — футболист сборной Парагвая, в составе которой принимал участие на чемпионате мира 1986 года в Мексике.

## Клубная карьера
Луис Кабальеро — воспитанник асунсьонской «Олимпии». В составе команды дебютировал 3 июля 2009 года, в матче заключительного тура парагвайской Апертуры, выйдя на замену на 59 минуте встречи. В октябре того же года футболист получил серьёзную травму плеча, из-за которой выбыл из строя почти на полгода.
11 июля 2012 года трёхлетний контракт с игроком заключили самарские «Крылья Советов». 22 июля, в матче чемпионата против грозненского «Терека», Луис дебютировал в составе «Крыльев Советов». Футболист появился на поле в стартовом составе и на 82-й минуте встречи забил гол с пенальти, благодаря которому его команда спаслась от поражения — 1:1.
24 марта 2014 в гостевом матче с «Зенитом» стал вторым после Кристиана Нобоа футболистом в чемпионате России, не забившим в одном матче два пенальти. После вылета клуба в ФНЛ, Луис покинул команду.
Летом того же года Кабальеро подписал контракт на три года с мексиканским «Атласом». 20 июля в матче против УАНЛ Тигрес он дебютировал в мексиканской Примере. 3 августа в поединке против «Хагуарес Чьяпас» Луис забил свой первый гол за новую команду. В 2016 году он на правах аренды вернулся в «Олимпию». В поединке Кубка Либертадорес против эквадорского «Эмелека» Луис забил гол. После окончании аренды Кабальеро вернулся в «Атлас». В начале 2017 году Луси вновь был отдан в аренду, его новым клубом стал столичный Гуарани (Асунсьон). 20 марта в матче против «Спортиво Триниденсе» он дебютировал за новый клуб.
Летом того же года Луис окончательно вернулся на родину, подписав контракт со столичным «Насьоналем». 20 июля в матче против «Олимпии» он дебютировал за новую команду. 1 октября в поединке против «Либертада» Кабальеро забил свой первый гол за «Насьональ».

## Международная
В 2009 году Кабальеро выступал за молодёжную сборную Парагвая, в составе которой принимал участие на молодёжном Чемпионате мира 2009 в Египте. На турнире он сыграл в матчах против команд Италии, Тринидада и Тобаго и Южной Кореи.
12 октября 2011 года, в матче со сборной Уругвая (1:1), игрок дебютировал в составе первой сборной Парагвая. 15 ноября, в матче со сборной Гватемалы (3:1), он забил свой первый гол в составе сборной Парагвая.

### Голы в международных встречах
| Гол | Дата           | Место                                        | Соперник  | Счёт | Результат | Турнир                 |
| --- | -------------- | -------------------------------------------- | --------- | ---- | --------- | ---------------------- |
| 1.  | 15 ноября 2012 | Стадион Фелисиано Касерес, Луке, Парагвай    | Гватемала | 1:0  | 3:1       | Товарищеский матч      |
| 2.  | 26 марта 2013  | Олимпийский стадион Атауальпа, Кито, Эквадор | Эквадор   | 1:0  | 1:4       | ЧМ 2014 (квалификация) |

## Достижения
«Олимпия»
- Чемпион Парагвая (Клаусура) (1): Клаусура 2011
- Серебряный призёр чемпионата Парагвая (1): Апертура 2012